# Francesc Alemany
Francesc Alemany i Rosselló (Campanet,  ? , Mallorca - Campanet, 1805) fue un médico español. 

## Biografía
Fue el Secretario de la Academia Médico Práctica de Mallorca  en 1789. Se dedicó a la divulgación, publicando varios libros, algunos de los cuales centrados en los efectos tóxicos que tenía el hecho de añadir yeso al vino. Fue, juntamente con Rafael Evinent y Antoni Pau Togores, uno de los responsables del proyecto de la Academia médico-práctica de Mallorca, activa entre 1788 y 1831.